# Sust

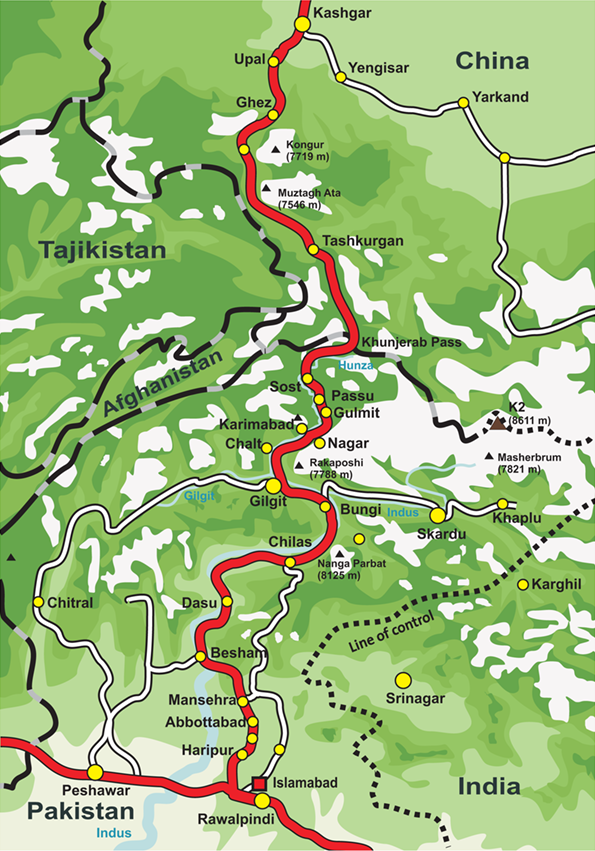
Mappa della strada del Karakorum

Sust o Sost è una piccola cittadina nella regione di Gojal che si trova nella provincia del Gilgit-Baltistan in Pakistan. È l'ultimo insediamento di una certa importanza che si incontra percorrendo il lato pakistano della strada del Karakorum prima di entrare in Cina tanto che in città si trovano anche gli uffici dell'immigrazione e doganali.
L'interporto di Sust lo ha reso anche un importante mercato per tutta l'area che è diventato anche un'attrazione per i turisti di passaggio.